# Sociedade Brasileira contra a Escravidão
A Sociedade Brasileira Contra a Escravidão (SBCE) foi uma instituição brasileira criada pelo parlamentar e escritor Joaquim Nabuco, em parceria com o jornalista José do Patrocínio e o engenheiro André Rebouças, em 7 de setembro de 1880, com o propósito de lutar contra a escravidão no Brasil. A escravatura só viria a ser abolida no país em 1888.
Caracterizado por estudiosos como o primeiro grande movimento social brasileiro, o abolicionismo no país tem seus primórdios em fins da década de 1860. Em 1868, entre as propostas modernizadoras defendidas pelo Partido Liberal contra o Gabinete do Partido Conservador do Visconde do Itaboraí, estava incluída a abolição gradual da escravatura. Já em 1969, o abolicionista negro e rábula Luís Gama iniciou em São Paulo uma série de ações judiciais pela emancipação de escravos. No mesmo ano, foi fundada a Sociedade LIbertadora 7 de Setembro, pelo médico e educador Abílio César Borges, em Salvador. As reivindicações abolicionistas ganharam novo fôlego no final da década de 1870, com a atuação parlamentar de Joaquim Nabuco (que em 1879 propôs um projeto, rejeitado pelo Legislativo, de abolição gradual da escravatura, com previsão de data de abolição definitiva em 1890) e com a atuação extraparlamentar do jornalista negro José do Patrocínio, que escrevia para o jornal Gazeta de Notícias. Em 1879, também foi fundada a Sociedade Cearense Libertadora, por João Cordeiro e José Correia do Amaral.
Em 1880, na esteira de tais mobilizações, Patrocínio (também fundador, no mesmo ano, da Associação Central Abolicionista), Nabuco e o engenheiro e empresário André Rebouças (responsável pela ponte entre os dois primeiros) fundaram a Sociedade Brasileira Contra a Escravidão, instituição que pretendia:
agregar referências de diferentes classes sociais em torno do abolicionismo, visando uma reforma monárquica. A fundação da própria sociedade, cabe destacar, seguia uma série de iniciativas de determinados setores das elites da época, país afora: a manutenção de clubes e associações liberais voltadas à defesa do abolicionismo 
O Manifesto da Sociedade afirmava que:
Esta Sociedade, por exemplo,abrange á todos; está aberta não só aos homens de Estado que possam compreender o plano e os detalhes de uma obra gigantesca de renovação social, como também aos homens obscuros do povo que só possam odiar a escravidão como instinto de homens livres. 
A SBCE também editou o jornal O Abolicionista (batizado em alusão a um jornal abolicionista da Espanha, chamado El Abolicionista Español), que circulou entre 1880 e 1881. O fim do jornal se deveu à decisão de tornar o jornal Gazeta da Tarde, de Patrocínio, a voz nacional do movimento.
A SBCE, pelas mãos de Nabuco, buscou se aproximar de importantes instituições abolicionistas na Europa, com a circulação e tradução de seu Manifesto para o Inglês, o francês e o espanhol.  A criação da instituição brasileira foi noticiada no prestigiado periódico francês Revue des Deux Mondes e saudada pela British Foreign and Anti-Slavery Society (BFASS). Como nota a socióloga Angela Alonso, o próprio nome da SBCE era uma tradução do da instituição britânica, que inspirava a militância abolicionista de Nabuco e com a qual o parlamentar mantinha contato desde 1879.
Em 1883, Patrocínio e Rebouças também lideraram o processo da fundação da Confederação Abolicionista, entidade que visava reunir as associações abolicionistas do Rio de Janeiro e de outras províncias como Espírito Santo, Rio Grande do Sul, Ceará e Pernambuco. Os dois também foram autores do Manifesto da Confederação. Também foi sócio fundador e secretário da Sociedade Brasileira contra a Escravidão, João Clapp, um dos fundadores e presidente da Confederação Abolicionista. 